# Governo Frei
Il Governo Frei è stato il governo del Cile in carica dall'11 marzo del 1994 all'11 marzo del 2000, dopo la vittoria di Eduardo Frei Ruiz-Tagle alle elezioni presidenziali del 1993.

## Composizione
| Ministero                      | Nome                       | Periodo   |
| ------------------------------ | -------------------------- | --------- |
| Interno                        | Germán Correa              | 1994      |
| Interno                        | Carlos Figueroa Serrano    | 1994-1998 |
| Interno                        | Raúl Troncoso              | 1998-2000 |
| Esteri                         | Carlos Figueroa Serrano    | 1994      |
| Esteri                         | José Miguel Insulza (PS)   | 1994-1999 |
| Esteri                         | Juan Gabriel Valdés        | 1999-2000 |
| Difesa                         | Edmundo Pérez Yoma         | 1994-1998 |
| Difesa                         | Raúl Troncoso              | 1998      |
| Difesa                         | José Florencio Guzmán      | 1998-1999 |
| Difesa                         | Edmundo Pérez Yoma         | 1999-2000 |
| Finanze                        | Eduardo Aninat             | 1994-1999 |
| Finanze                        | Manuel Marfán              | 1999-2000 |
| Segreteria Presidenza          | Genaro Arriagada           | 1994-1996 |
| Segreteria Presidenza          | Juan Villarzú Rohde        | 1996-1998 |
| Segreteria Presidenza          | John Biehl del Río         | 1998-1999 |
| Segreteria Presidenza          | José Miguel Insulza (PS)   | 1999-2000 |
| Segreteria Governo             | Víctor Manuel Rebolledo    | 1994      |
| Segreteria Governo             | José Joaquín Brunner       | 1994-1998 |
| Segreteria Governo             | Jorge Arrate (PS)          | 1998-1999 |
| Segreteria Governo             | Carlos Mladinic            | 1999-2000 |
| Economia                       | Álvaro García Hurtado      | 1994-1998 |
| Economia                       | Jorge Leiva                | 1998-2000 |
| Energia                        | Alejandro Jadresic         | 1994-1997 |
| Energia                        | Álvaro García Hurtado      | 1998      |
| Energia                        | Óscar Landerretche Gacitúa | 1998-2000 |
| Pianificazione e Territorio    | Luis Maira (PS)            | 1994-1996 |
| Pianificazione e Territorio    | Roberto Pizarro Hofer      | 1996-1998 |
| Pianificazione e Territorio    | Germán Quintana            | 1998-2000 |
| Istruzione                     | Ernesto Schiefelbein       | 1994      |
| Istruzione                     | Sergio Molina Silva        | 1994-1996 |
| Istruzione                     | José Pablo Arellano        | 1996-2000 |
| Giustizia                      | Soledad Alvear             | 1994-1999 |
| Giustizia                      | José Antonio Gómez Urrutia | 1999-2000 |
| Lavoro                         | Jorge Arrate (PS)          | 1994-1998 |
| Lavoro                         | Germán Molina Valdivieso   | 1998-2000 |
| Obras Públicas                 | Ricardo Lagos              | 1994-1998 |
| Obras Públicas                 | Jaime Tohá (PS)            | 1998-2000 |
| TRasporti e Telecomunicazioni  | Narciso Irureta            | 1994-1996 |
| TRasporti e Telecomunicazioni  | Claudio Hohmann            | 1996-2000 |
| Sanità                         | Carlos Massad              | 1994-1996 |
| Sanità                         | Álex Figueroa              | 1996-2000 |
| Casa e Urbanesimo              | Edmundo Hermosilla         | 1994-1997 |
| Casa e Urbanesimo              | Sergio Henríquez           | 1997-2000 |
| Beni culturali                 | Adriana Delpiano           | 1994-1999 |
| Beni culturali                 | Jorge Heine                | 1999      |
| Beni culturali                 | Sergio Galilea             | 1999-2000 |
| Agricoltura                    | Emiliano Ortega            | 1994-1996 |
| Agricoltura                    | Carlos Mladinic            | 1996-1999 |
| Agricoltura                    | Ángel Sartori              | 1999-2000 |
| Estrazione mineraria           | Benjamín Teplizky          | 1994-1997 |
| Estrazione mineraria           | Sergio Jiménez Moraga      | 1997-2000 |
| Servizio Nazionale della Donna | Josefina Bilbao            | 1994-2000 |